# 赫歇爾高地
71°53′S 69°38′W / 71.883°S 69.633°W
赫歇爾高地（英語：Herschel Heights）是南極洲的高地，位於亞歷山大一世島東南部，處於恩克拉多斯冰原島峰西南面，以英國的天文學家威廉·赫歇爾命名，現時由南極條約體系管理。